# British Home Championship 1926/27
De British Home Championship van 1926/27 was de 39e editie van de British Home Championship. Het toernooi werd gehouden van 20 oktober 1926 tot en met 9 april 1927. Engeland en Schotland werden kampioen.

## Eindstand
| Team          | Gsp | W | G | V | DV | DT | DS | Ptn |
| ------------- | --- | - | - | - | -- | -- | -- | --- |
| Schotland     | 3   | 2 | 0 | 1 | 6  | 2  | +4 | 4   |
| Engeland      | 3   | 1 | 2 | 0 | 8  | 7  | +1 | 4   |
| Noord-Ierland | 3   | 0 | 2 | 1 | 5  | 7  | –2 | 2   |
| Wales         | 3   | 0 | 2 | 1 | 5  | 8  | –3 | 2   |

## Wedstrijden
|                                                    |                                                   |       |                                                    |                                                                             |
| 20 oktober 1926 «onderlinge duels» 15:00 uur (UTC) | Engeland                                          | 3 – 3 | Noord-Ierland                                      | Anfield, Liverpool Toeschouwers: 18.000 Scheidsrechter: Evan Sambrook (WAL) |
| 20 oktober 1926 «onderlinge duels» 15:00 uur (UTC) | George Brown 8' Joe Spence 48' Norman Bullock 80' |       | 5' Billy Gillespie 45' Hugh Davey 51' Bobby Irvine | Anfield, Liverpool Toeschouwers: 18.000 Scheidsrechter: Evan Sambrook (WAL) |

|                                                    |                                            |       |       |                                                                                          |
| 30 oktober 1926 «onderlinge duels» 15:00 uur (UTC) | Schotland                                  | 3 – 0 | Wales | Ibrox Stadium, Glasgow Toeschouwers: 40.500 Scheidsrechter: William Edward Forshaw (ENG) |
| 30 oktober 1926 «onderlinge duels» 15:00 uur (UTC) | Hughie Gallacher 20' Alex Jackson 33', 73' |       |       | Ibrox Stadium, Glasgow Toeschouwers: 40.500 Scheidsrechter: William Edward Forshaw (ENG) |

|                                                     |                                                     |       |                                      |                                                                                   |
| 12 februari 1927 «onderlinge duels» 15:00 uur (UTC) | Wales                                               | 3 – 3 | Engeland                             | Racecourse Ground, Wrexham Toeschouwers: 16.000 Scheidsrechter: Albert Fogg (ENG) |
| 12 februari 1927 «onderlinge duels» 15:00 uur (UTC) | Len Davies 13' Len Davies 36' (pen.) Wilf Lewis 60' |       | 11', 63' Billy Dean 17' Billy Walker | Racecourse Ground, Wrexham Toeschouwers: 16.000 Scheidsrechter: Albert Fogg (ENG) |

|                                                     |               |                      |           |                                                                              |
| 26 februari 1927 «onderlinge duels» 15:00 uur (UTC) | Noord-Ierland | 0 – 2                | Schotland | Windsor Park, Belfast Toeschouwers: 38.000 Scheidsrechter: Noel Watson (ENG) |
| 26 februari 1927 «onderlinge duels» 15:00 uur (UTC) |               | 44', 89' Alan Morton |           | Windsor Park, Belfast Toeschouwers: 38.000 Scheidsrechter: Noel Watson (ENG) |

|                                                 |                 |       |                     |                                                                               |
| 2 april 1927 «onderlinge duels» 15:00 uur (UTC) | Schotland       | 1 – 2 | Engeland            | Hampden Park, Glasgow Toeschouwers: 111.214 Scheidsrechter: Arthur Ward (ENG) |
| 2 april 1927 «onderlinge duels» 15:00 uur (UTC) | Alan Morton 48' |       | 65', 88' Billy Dean | Hampden Park, Glasgow Toeschouwers: 111.214 Scheidsrechter: Arthur Ward (ENG) |

|                                 |                        |       |                          |                                                                                  |
| 9 april 1927 «onderlinge duels» | Wales                  | 2 – 2 | Noord-Ierland            | Ninian Park, Cardiff Toeschouwers: 10.000 Scheidsrechter: Ernest Pinckston (ENG) |
| 9 april 1927 «onderlinge duels» | Rees Williams 20', 31' |       | 75', 88' Harold Johnston | Ninian Park, Cardiff Toeschouwers: 10.000 Scheidsrechter: Ernest Pinckston (ENG) |